# Upp, flyger vi upp
Upp, flyger vi upp är en låt som framfördes av Shanes i den svenska Melodifestivalen 1992 från Cirkus i Stockholm, där bidraget misslyckades med att gå vidare till slutomröstningen. Låten är skriven av Björn Ander och finns med på Shanes studioalbum 60-tals Party Let's Dance 2" 1992.

### Fotnoter
1. ↑  ”Melodifestivalen 1992”. Sveriges Radio. 21 januari 2006. https://sverigesradio.se/sida/artikel.aspx?programid=2521&artikel=778724. Läst 15 februari 2020.
2. ↑  ”60-tals Party Let's Dance 2”. Svensk mediedatabas. 26 februari 1992. http://smdb.kb.se/catalog/id/001478138. Läst 30 maj 2011.